# 鷹部屋福平
鷹部屋 福平（たかべや ふくへい、1893年（明治26年）3月9日 - 1975年（昭和50年）4月24日）は、日本の工学者、アイヌ文化研究者。著書には橋梁や構造力学など力学関係のものが多い。北海道帝国大学、九州大学、防衛大学校などで教授を務めた。

## 経歴
愛知県額田郡岡崎町大字康生（現・岡崎市）に生まれる。父は岡崎藩士で画家の鷹部屋荘一郎。1899年（明治32年）4月4日、岡崎町立連尺尋常小学校（現・岡崎市立連尺小学校）に入学。1903年（明治36年）、額田郡岡崎高等小学校（現・岡崎市立梅園小学校）に入学。愛知県立第二中学校（現・愛知県立岡崎高等学校）に入学すると、毎日のように暗くなるまでテニスの練習を行ったという。腕前はかなりのもので、老境にさしかかってもなお芦屋グランドベテランテニス大会に出場し数度優勝をおさめている（後述）。なお趣味の分野では水墨画をよく描き、1964年（昭和39年）と1966年（昭和41年）に日本橋丸善画廊で個展を開催した。
1913年（大正2年）9月、第八高等学校に入学。1916年（大正5年）6月、同校卒業。1919年（大正8年）7月、九州帝国大学工学部土木工学科卒業。同学科の講師となる。
1922年（大正11年）夏、ドイツ語で著した学位論文「完全固定梁に関する研究」により工学博士となった。同年の秋、北海道帝国大学に工学部が新設され、土木工学科で構造力学を受け持つこととなった。独仏英米に留学を命ぜられ、12月29日、日本郵船「榛名丸」に乗り日本を発つ。自伝には、40日におよぶこの船旅をアルベルト・アインシュタインと共に過ごしたことが触れられている。「先生のバイオリンはすばらしかった」と鷹部屋は書き記している。
1925年（大正14年）、帰国。同年5月19日、北海道帝国大学教授に就任。1935年（昭和10年）5月、勲四等瑞宝章を受章。
1938年（昭和13年）6月、北方文化研究室委員に就任。アイヌ文化の研究に従事した。1939年（昭和14年）6月17日、勲三等瑞宝章を受章。
戦後、九州大学教授に就任。1954年（昭和29年）、防衛大学校教授に就任。1964年（昭和39年）7月1日、岡崎市名誉市民に推挙される。1966年（昭和41年）5月7日、勲二等瑞宝章を受章。同年10月1日、防衛大学校より名誉教授の称号を受ける。1975年（昭和50年）4月24日、他界。享年82。

## 主な著書
日本においては43冊の著書が出版された。主なものを以下に掲げる。また、仏語タイトルは不明だが1925年（大正14年）に『一般完全固定梁理論』をパリのベランジュー書店から出版している。

### 日本語
- 『高級桁梁論』岩波書店、1929年6月。
- 『構造力学特論』大同評論社、1930年1月。
- 『ラーメン新論』岩波書店、1938年5月25日。
- 『アイヌの生活文化』アルス、1942年6月20日。
- 『アイヌの住居』彰国社、1943年3月28日。
- 『北方圏の家』彰国社、1943年12月1日。
- 『世界の名橋』彰国社、1947年9月。
- 『骨組構造力学』養賢堂、1949年7月30日。
- 『橋のいろいろ』石崎書店、1958年4月1日。
- 『橋―美の条件―』東海大学出版会、1965年12月5日。
- 『ペンとラケット』東海大学出版会、1971年9月20日。

### 外国語
- (ドイツ語) Zur Berechnung des beiderseits eingemauerten Trägers unter besonderer Berücksichtigung der Längskraft. Berlin: Verlag von Julius Springer. (1924)
- (ドイツ語) Rahmentafeln. Berlin: Verlag von Julius Springer. (1930)
- (英語) Multi-Story Frames. Berlin: Verlag von Wilhelm Ernst & Sohn. (1966)
- (ドイツ語) Mehrstöckige Rahmen. Berlin: Verlag von Wilhelm Ernst & Sohn. (1967)
- (スペイン語) Estructuras De Varios Pisos. Barcelona: C.E.C.S.A. (1969)

## 鷹部屋とテニス
テニスの経歴は以下のとおりである。
- 1911年（明治44年） - 三高大会で優勝。
  - 日本庭球協会の副会長と北海道支部長、札幌庭球協会の会長など要職を歴任した。
- 1956年（昭和31年） - 芦屋市国際ローンテニス倶楽部主催の第1回全国グランドベテラン大会において3位。
- 1957年（昭和32年）12月29日 - 鎌倉のコートで皇太子殿下（上皇明仁）と山岸二郎を相手にダブルスの試合を行った[9]。
- 1960年（昭和35年）11月3日 - 東京田園百寿大会で優勝。
- 1963年（昭和38年） - 第8回全国グランドベテラン大会で優勝。
- 1965年（昭和40年） - 第10回全国グランドベテラン大会で優勝。